# Trofofyl
Trofofyl (z řeckého trophophyllum) je zelený sterilní list kapraďorostů, jenž má jen vyživovací (fotosyntetickou) funkci. Nevyvíjí se na něm pohlavní ani nepohlavní reprodukční orgány, jež jsou lokalizovány na zvláště uzpůsobených výtrusných listech (sporofylech).